# Cassandra Peterson
Cassandra Peterson (født 17. september 1951 i Manhattan, Kansas) er en amerikansk skuespiller, mest kendt for rollen som Elvira, Mistress of the Dark, en fiktiv horror-heltinde /Halloween-heks, opstod som værtinde i den amerikanske tv-serie Fright Night, hvor hun i 1970-1987 introducerede og kommenterede gamle science fiction- og horrorfilm. Elvira har siden optrådt i mange andre sammenhænge, bl.a. som hovedperson i en række biograffilm.

## Udvalgt filmografi
- Fright Night (1970-1987)
- Filmgore (1983)
- CHiPs (1982-1983)
- Movie Macabre (1981-1984)
- TV's Bloopers & Practical Jokes (1985)
- The Fall Guy (1984-1985)
- WrestleMania 2 (1986)
- Elvira, Mistress of the Dark (1988)
- The Magical World of Disney (1988)
- Heavy Metal Heaven (1989)
- Heartstoppers: Horror at the Movies (1992)
- Attack of the Killer B-Movies (1995)
- NFL Monday Night Football (1988-1996)
- Superstition (1997)
- Scares & Dares (2001)
- I Love the 80's 3-D (2005)
- I Love the Holidays (2005)
- The Search for the Next Elvira (2007)
- Her Morbid Desires (2008)
- Zombie Killer (2008)
- The Scream (2009)